# Campeonato Europeu de Atletismo em Pista Coberta de 2023 - 400 m masculino
A prova dos 400 metros masculino do Campeonato Europeu de Atletismo em Pista Coberta de 2023 foi disputada nos dias 3 e 4 de março de 2023 na Ataköy Athletics Arena, em Istambul, na Turquia.

## Recordes
Antes desta competição, os recordes mundiais e do campeonato nesta prova eram os seguintes:
|                       | Nome                             | Nacionalidade               | Tempo  | Local                | Data                                      |
| --------------------- | -------------------------------- | --------------------------- | ------ | -------------------- | ----------------------------------------- |
| Recorde mundial       | Kerron Clement                   | Estados Unidos              | 44s 57 | Fayetteville         | 12 de março de 2005                       |
| Recorde europeu       | Thomas Schönlebe Karsten Warholm | Alemanha Oriental · Noruega | 45s 05 | Sindelfingen Glasgow | 5 de fevereiro de 1988 2 de março de 2019 |
| Recorde do campeonato | Karsten Warholm                  | Noruega                     | 45s 05 | Glasgow              | 2 de março de 2019                        |

## Medalhistas
| Ouro                  | Prata               | Bronze                |
| Karsten Warholm (NOR) | Julien Watrin (BEL) | Carl Bengtström (SWE) |

## Cronograma
Todos os horários são locais (UTC +3).
| Data       | Hora  | Evento    |
| ---------- | ----- | --------- |
| 3 de março | 09:50 | Bateria   |
| 3 de março | 19:35 | Semifinal |
| 4 de março | 20:20 | Final     |

## Resultados

### Bateria
Qualificação: 2 atletas de cada bateria (Q) mais os 2 melhores qualificados (q).
| Posição | Bateria | Atleta                   | Nacionalidade | Tempo | Notas |
| ------- | ------- | ------------------------ | ------------- | ----- | ----- |
| 1       | 1       | Karsten Warholm          | Noruega       | 45.75 | Q     |
| 2       | 4       | Matěj Krsek              | Chéquia       | 46.23 | Q     |
| 3       | 2       | Iñaki Cañal              | Espanha       | 46.26 | Q     |
| 4       | 2       | Alexander Doom           | Bélgica       | 46.26 | Q     |
| 5       | 4       | Óscar Husillos           | Espanha       | 46.28 | Q     |
| 6       | 5       | Julien Watrin            | Bélgica       | 46.41 | Q     |
| 7       | 3       | Gilles Biron             | França        | 46.50 | Q     |
| 8       | 4       | João Coelho              | Portugal      | 46.51 | q     |
| 9       | 1       | Carl Bengtström          | Suécia        | 46.55 | Q     |
| 10      | 4       | Kajetan Duszyński        | Polónia       | 46.66 | q     |
| 11      | 3       | Isayah Boers             | Países Baixos | 46.72 | Q     |
| 12      | 2       | Isaya Klein Ikkink       | Países Baixos | 46.74 |       |
| 13      | 1       | Lionel Spitz             | Suíça         | 46.79 |       |
| 14      | 1       | Vladimir Aceti           | Itália        | 46.80 |       |
| 15      | 5       | Liemarvin Bonevacia      | Países Baixos | 46.87 | Q     |
| 16      | 4       | Gustav Lundholm Nielsen  | Dinamarca     | 46.93 |       |
| 17      | 3       | Marvin Schlegel          | Alemanha      | 47.01 |       |
| 18      | 3       | Andreas Grimerud         | Noruega       | 47.04 |       |
| 19      | 1       | Mihai Sorin Dringo       | Roménia       | 47.06 |       |
| 20      | 5       | Ricky Petrucciani        | Suíça         | 47.32 |       |
| 21      | 5       | Boško Kijanović          | Sérvia        | 47.36 |       |
| 22      | 2       | Muhammad Abdallah Kounta | França        | 47.55 |       |
| 23      | 2       | Iļja Petrušenko          | Letônia       | 47.95 |       |
| 24      | 3       | Robert Parge             | Roménia       | 49.67 |       |
| 25      | 5       | Manuel Guijarro          | Espanha       | 49.77 |       |

### Semifinal
Qualificação: 3 atletas de cada bateria (Q).
| Posição | Bateria | Atleta              | Nacionalidade | Tempo | Notas |
| ------- | ------- | ------------------- | ------------- | ----- | ----- |
| 1       | 2       | Karsten Warholm     | Noruega       | 45.43 | Q     |
| 2       | 1       | Carl Bengtström     | Suécia        | 45.77 | Q,    |
| 3       | 2       | Julien Watrin       | Bélgica       | 45.82 | Q,    |
| 4       | 2       | Óscar Husillos      | Espanha       | 45.86 | Q     |
| 5       | 1       | Matěj Krsek         | Chéquia       | 46.03 | Q,    |
| 6       | 1       | Alexander Doom      | Bélgica       | 46.12 | Q     |
| 7       | 1       | Liemarvin Bonevacia | Países Baixos | 46.60 |       |
| 8       | 1       | João Coelho         | Portugal      | 46.69 |       |
| 9       | 2       | Gilles Biron        | França        | 46.71 |       |
| 10      | 2       | Kajetan Duszyński   | Polónia       | 47.01 |       |
| 11      | 2       | Isayah Boers        | Países Baixos | 47.39 |       |
| 99      | 1       | Iñaki Cañal         | Espanha       | DNS   |       |

### Final
A final aconteceu às 20:20 no dia 4 de março de 2023.
| Posição           | Raia | Atleta          | Nacionalidade | Tempo | Notas            |
| ----------------- | ---- | --------------- | ------------- | ----- | ---------------- |
| Medalha de ouro   | 6    | Karsten Warholm | Noruega       | 45.35 |                  |
| Medalha de prata  | 4    | Julien Watrin   | Bélgica       | 45.44 | Recorde nacional |
| Medalha de bronze | 5    | Carl Bengtström | Suécia        | 45.77 |                  |
| 4                 | 2    | Óscar Husillos  | Espanha       | 46.24 |                  |
| 5                 | 3    | Matěj Krsek     | Chéquia       | 46.48 |                  |
| 6                 | 1    | Alexander Doom  | Bélgica       | DNS   |                  |

Legenda
| Recorde mundial       | Recorde mundial (World record)               |                       | Recorde africano                      | Recorde africano (African) |                                           | Q | Classificado por posição (Qualified) |
| Recorde do campeonato | Recorde do campeonato (Championship record)  | Recorde da América    | Recorde da América (Americas)         | q                          | Classificado por melhor tempo (Qualified) |   |                                      |
| Melhor marca do ano   | Melhor marca do ano (World leading)          | Recorde asiático      | Recorde asiático (Asian)              | DNS                        | Não largou (Did not start)                |   |                                      |
| Recorde nacional      | Recorde nacional (National record)           | Recorde europeu       | Recorde europeu (European)            | DNF                        | Não terminou (Did not finish)             |   |                                      |
| Recorde pessoal       | Recorde pessoal do atleta (Personal best)    | Recorde da Oceania    | Recorde da Oceania (Oceania)          | DSQ / DQ                   | Desclassificado (Disqualified)            |   |                                      |
| Recorde da temporada  | Recorde da temporada do atleta (Season best) | Recorde sul-americano | Recorde sul-americano (South America) | NM                         | Sem marca (No mark)                       |   |                                      |